# نينتندو فيرسيس. سيستم

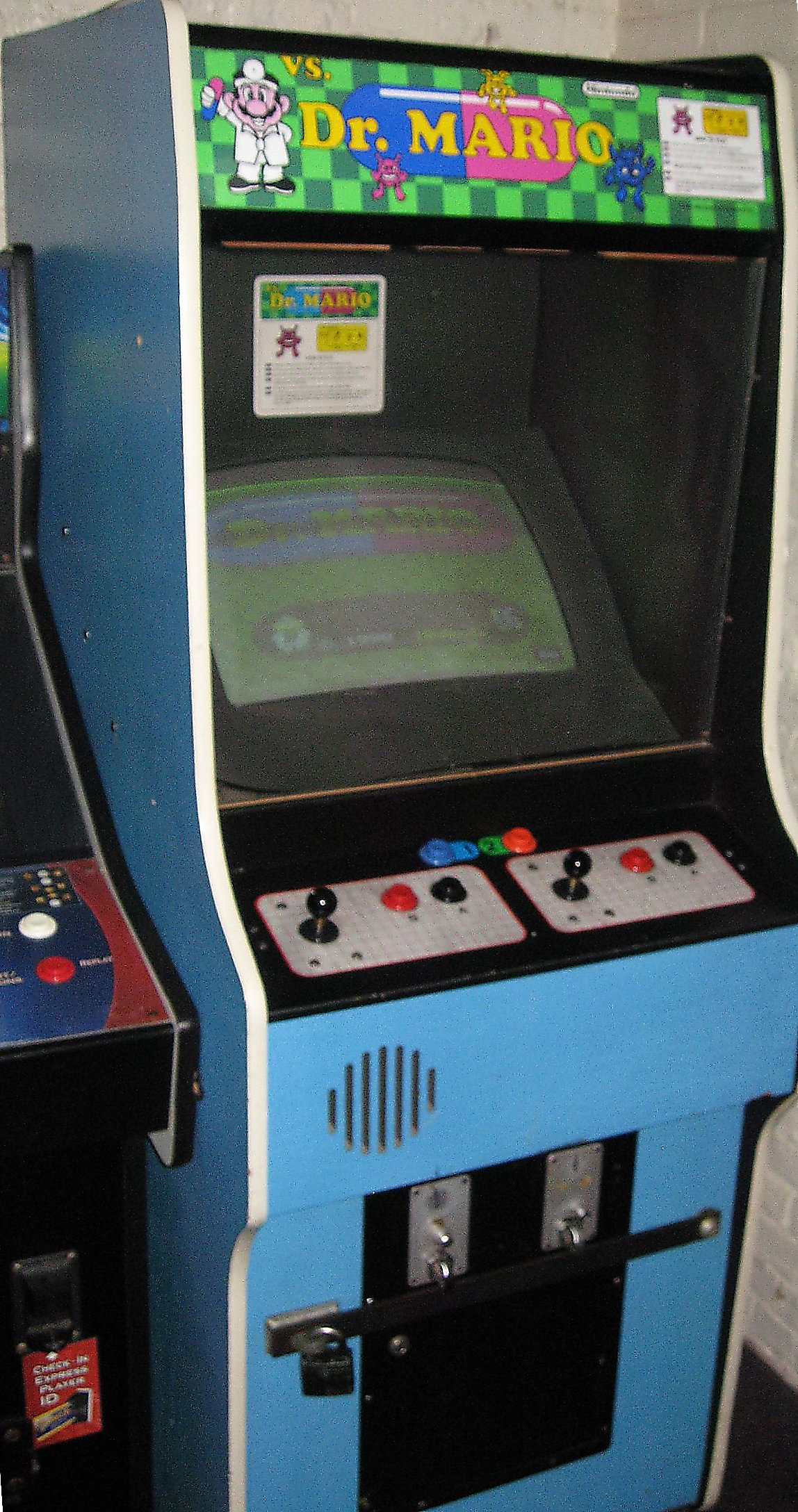
نظام تشغيل فيرسيس. دكتور ماريو ضمن إحدى الألعاب التي أنتجها شركة نينتندو اليابانية

نينتندو فيرسيس. سيستم (بالإنجليزية: Nintendo VS. System‎؛ باليابانية: 任天堂VS.システム) ، هوَ نظام تشغيل ألعاب آركيد مخصص، مِن تطوير وَإنتاج نينتندو، يتطلبُّ مِنَ اللاعب دفع النقود ليلعب على الصندوق، ويسمح اللعب للاعب الواحد أو اللاعبان، وقد تختلف التسمية حسب عنوان اللعبة مثل جهاز فيرسيس دكتور ماريو أو فيرسيس بينبول أو فيرسيس تنس ونحو ذلك.